# Ventrolaminidae
Ventrolaminidae es una familia de foraminíferos bentónicos del suborden Involutinina y del orden Involutinida. Su rango cronoestratigráfico abarca desde el Bajociense superior (Jurásico medio) hasta el Berriasiense (Cretácico inferior).

## Clasificación
Ventrolaminidae incluye a los siguientes géneros:
- Archaeosepta †
- Protopeneroplis †

Otro género considerado en Ventrolaminidae es:
- Ventrolamina †, aceptado como Protopeneroplis